# Узынколь (озеро, Аккайынский район)
Узынколь (каз. Ұзынкөл) — озеро в Аккайынском районе Северо-Казахстанской области Казахстана. Находится в 3 км к северо-востоку от села Полтавка.
По данным топографической съёмки 1940-х годов, площадь поверхности озера составляет 1,48 км². Наибольшая длина озера — 1,4 км, наибольшая ширина — 1,2 км. Длина береговой линии составляет 4,6 км, развитие береговой линии — 1,04. Озеро расположено на высоте 138,4 м над уровнем моря.
По данным обследования 1957 года, площадь поверхности озера составляет 1,3 км². Максимальная глубина — 1,9 м, объём водной массы — 1,6 млн. м³, общая площадь водосбора — 35,2 км².